# Europese kampioenschappen bowling 1985
De Europese kampioenschappen bowling 1985 waren door de FIQ-EZ georganiseerde kampioenschappen voor bowlers. De achtste Europese kampioenschappen vonden plaats in het Oostenrijkse Wenen van 3 tot en met 13 juli 1985.

## Resultaten

### Heren
|               | Goud                                                                                          | Zilver                                                                                           | Brons                                                                                    |
| ------------- | --------------------------------------------------------------------------------------------- | ------------------------------------------------------------------------------------------------ | ---------------------------------------------------------------------------------------- |
| All Event     | Tony Rosenquis                                                                                | Simo Vähäkorpela                                                                                 | Pekka Lundström                                                                          |
| Masters       | Tony Rosenquis                                                                                | Simo Vähäkorpela                                                                                 | Erwin Groen                                                                              |
| Singles       | Tony Rosenquis                                                                                | Kimmo Lehtonen                                                                                   | Philip Dunne                                                                             |
| Doubles       | Simo Vähäkorpela Pekka Lundström                                                              | Bart Boogart Erik van Sabben                                                                     | Erwin Groen Eric Kok                                                                     |
| Trios         | Ronald Chandra Eric Kok René Warmerdam                                                        | Ramón Ros Lorenzo Mas Luis Monfort                                                               | Charles Eriksson Stephan Theander Torsten Andersson                                      |
| Teams of five | Pekka Lundström Kimmo Lehtonen Simo Vähäkorpela Tapani Peltola Mikko Kaartinen Paavo Grönmark | Tony Rosenquis Stephan Theander Charles Eriksson Torsten Andersson Roger Franzen Raymond Jansson | Utz Dehler Peter Panas Philip Meinke Norbert Griesert Heinrich Köenig Christian Griesert |

### Dames
|               | Goud                                                                                          | Zilver                                                                            | Brons                                                                            |
| ------------- | --------------------------------------------------------------------------------------------- | --------------------------------------------------------------------------------- | -------------------------------------------------------------------------------- |
| All Event     | Meg Shaw                                                                                      | Aasa Larsson                                                                      | Anne Rath                                                                        |
| Masters       | Aasa Larsson                                                                                  | Nora Haveneers                                                                    | Jette Hansen                                                                     |
| Singles       | Coletta Macuzzo                                                                               | Meg Shaw                                                                          | Airi Leppälä                                                                     |
| Doubles       | Aasa Larsson Lena Sulkanen                                                                    | Airi Leppälä Arja Itkonen                                                         | Judy Robins Susan Megson                                                         |
| Trios         | Airi Leppälä Arja Itkonen Kirsti Dickman                                                      | Jette Hansen Birgitte Jensen Helle Andersen                                       | Nora Haveneers Mia Heyninckx Maria Jansen                                        |
| Teams of five | Francette Borie Isabell Hanot Annie Francois Claudine Malard Nicole Bottecchia Corinne Vivier | Meg Shaw Judy Robins Susan Megson Georgina Wardle Shelag Leonard Gillian Wandless | Aasa Larsson Lena Sulkanen Gerda Öhman Christina Nordberg Anette Hägre Ann Selin |